# Władysław Jamiński
Władysław Jan Jamiński (ur. 19 grudnia 1858 we Lwowie, zm. 17 lutego 1931 w Warszawie) – polski aktor i śpiewak-tenor.

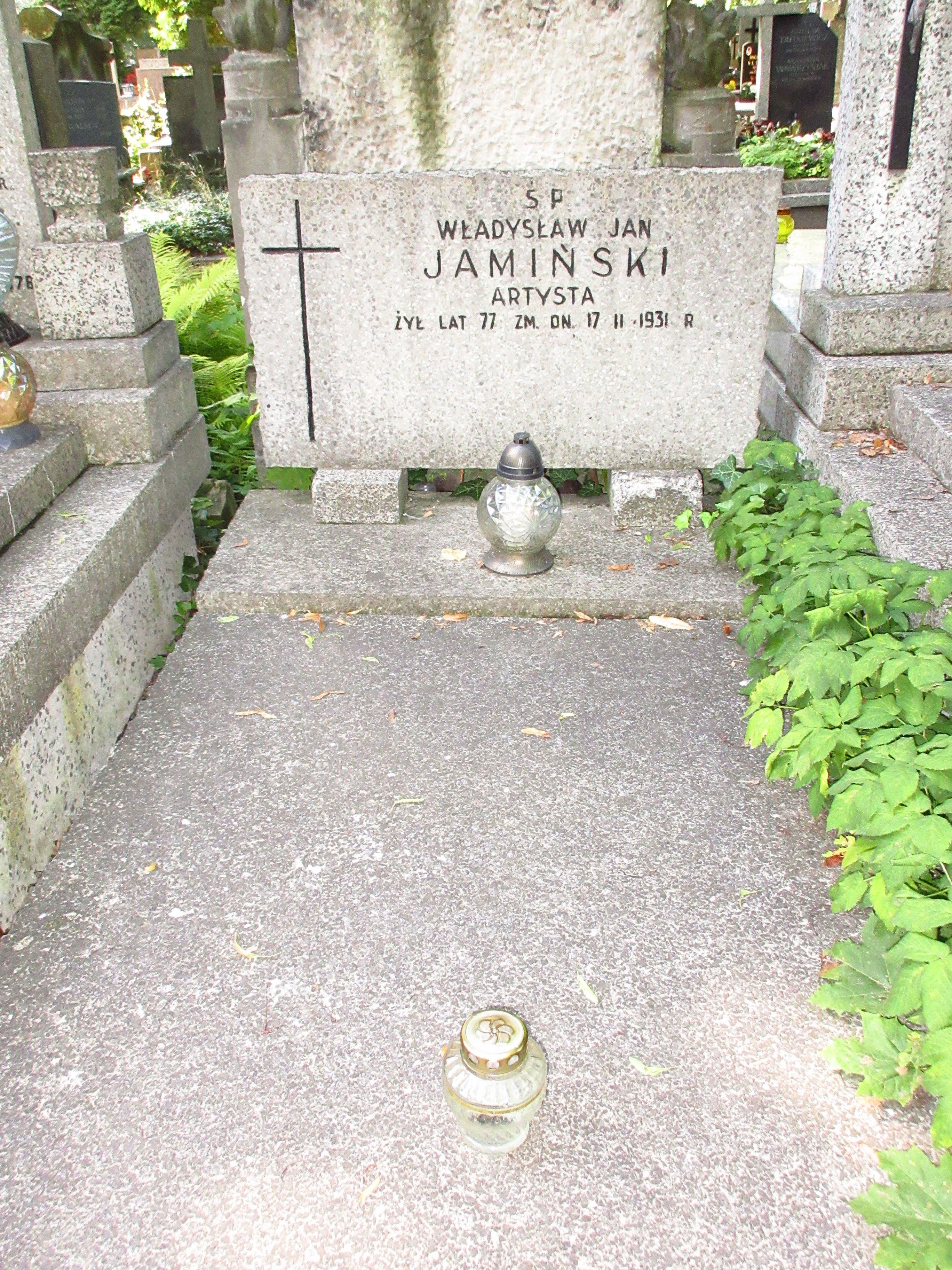
Grób Władysława Jamińskiego na cmentarzu Bródnowskim.

Po ukończeniu gimnazjum uczył się śpiewu w konserwatorium u Walerego Wysockiego i Pauliny Stróżeckiej, naukę kontynuował w szkole dramatycznej Emiliana Derynga. Występował w przedstawieniach amatorskich, w 1888 otrzymał stypendium na dalszą naukę śpiewu. Debiutował 18 lipca 1889 w zespole ukraińskiego teatru Towarzystwa "Ruska Besida" podczas występów gościnnych w Sokalu, gdzie śpiewał partię Barinkaya w "Baronie cygańskim". Następnie występował z tą grupą we Lwowie, po raz pierwszy wystąpił tam 24 maja 1890. Od 1891 przez dwa lata występował w zespole Czesława Janowskiego z którym występował w Lublinie, Łodzi i warszawskim teatrze ogródkowym Belle Vue. W 1893 poślubił Helenę Gunderlach, w tym samym roku występował w Odessie i teatrze ogródkowym Eldorado w Warszawie. W drugiej połowie 1893 nawiązał współpracę z Bolesławem Mareckim, podróżował z jego zespołem występując m.in. w Lublinie, Radomiu, Siedlcach i warszawskim teatrzyku Belle Vue. W 1894 Czesław Janowski zatrudnił go w prowadzonym przez siebie teatrze w Łodzi, a rok później w Sosnowcu. W 1896 zatrzymał się w Warszawie, gdzie Julian Grabiński przyjął go do Belle Vue, następnie występował z zespołem Felicjana Felińskiego w Lublinie. Rok później grał u Michała Silviniego w Dąbrowie Górniczej i ponownie z zespołem Czesława Janowskiego w Sosnowcu. W 1898 występował z grupą Leona Bogdanowicza w Płocku, a po jego bankructwie pracował w Lublinie. Latem 1900 grał z zespołem Bolesława Mareckiego w Łodzi, za zimę zatrzymali się w Częstochowie i był to pobyt kilkumiesięczny. W 1903 grali w Sosnowcu, a latem 1905 w teatrzyku Jardin d’Hiver. Od 1909 Władysław Jamiński śpiewał w kinach m.in. w Częstochowie, Włocławku i Kielcach. Od 1912 mieszkał na stałe w Warszawie, w 1913 grał w Teatrze Miniatury, w 1915 w Teatrze Ludowym, od 1916 przez dwa lata w Teatrze Praskim, a przez kolejny rok w Teatrze Miejskim. Na przełomie 1918 i 1919 kierował Teatrem Powszechnym, w latach 1919-1924 był aktorem Teatru Reduta. W sezonie 1924/1925 grał na deskach Teatru im. Wojciecha Bogusławskiego, a kolejny sezon gościnnie na scenie Teatru Reduty w Wilnie. Po powrocie do Warszawy w styczniu 1926 występował w Teatrze Polskim i Teatrze Małym. Ostatni sezon spędził na scenie Teatru Ateneum, zmarł w wieku 72 lat. Został pochowany na cmentarzu Bródnowskim (kw. 69A-5-14).
Życie zawodowego Władysława Jamińskiego dzieli się na dwie części, do końca I wojny światowej był śpiewakiem operetkowym. Dopiero później został aktorem dramatycznym, po 1926 występował epizodycznie.